# Stanisław Piętak (biskup)
Stanisław Piętak (ur. 18 marca 1946 w Śmiłowicach) – luterański teolog i pedagog, od 2006 do 2011 biskup Śląskiego Kościoła Ewangelickiego Augsburskiego Wyznania w Czechach.

## Życiorys
W 1973 ukończył studia na Wydziale Teologii Ewangelickiej Uniwersytetu Komeńskiego w Bratysławie. W 1999 uzyskał doktorat na macierzystym Wydziale. 
Po studiach pełnił posługę jako wikariusz w Hawierzowie–Błędowicach, następnie zaś administrator i pastor zboru w Olbrachcicach. W 1994 objął nadzór nad zborem w Trzyńcu. W 1992 rozpoczął pracę w Katedrze Wychowania Chrześcijańskiego Uniwersytetu w Ostrawie. 
W latach 2006–2011 piastował urząd biskupa Śląskiego Kościoła Ewangelickiego Augsburskiego Wyznania w Czechach.
Jest ojcem teologa Martina Piętaka.

## Sukcesja apostolska
| Konsekrowany przez                 | bp Vladislav Volný, bp Miloš Klátik, sen. Joel Ruml        |
| Data konsekracji                   | 7 stycznia 2007                                            |
| Miejsce konsekracji                | Kościół ap. Piotra i Pawła w Czeskim Cieszynie (Na Niwach) |
| Konsekrował                        |                                                            |
| bp Jan Wacławek (29 stycznia 2012) |                                                            |